# Centralathen
Centralathen (græsk: Κεντρικός Τομέας Αθηνών) er en af Grækenlands regionale enheder. Den er en del af periferien Attica. Den regionale enhed dækker den centrale del af byområdet Athen.

## Administration
Som en del af Kallikratis regeringsreform i 2011 blev den regionale enhed Vestathen oprettet ud af en del af det tidligere præfektur Athen. Den er opdelt i 8 kommuner. Disse er (nummeret refererer til kortet i infoboksen):
- Athen Kommune (Dimos Athinas, 1)
- Dafni-Ymittos (13)
- Filadelfeia-Chalkidona (32)
- Galatsi (11)
- Ilioupoli (16)
- Kaisariani (19)
- Vyronas (10)
- Zografou (15)